# Isopterygiopsis pulchella
Isopterygiopsis pulchella là một loài Rêu trong họ Plagiotheciaceae. Loài này được (Hedw.) Z. Iwats. miêu tả khoa học đầu tiên năm 1987.